# 韋爾德肩孔南極魚
韋爾德肩孔南極魚為輻鰭魚綱鱸形目南極魚亞目南極魚科的其中一種，分布於南冰洋海域，棲息深度可達1191公尺，體長可達30公分，為底棲性魚類，屬肉食性，以端足類等為食。

## 擴展閱讀
維基物種上的相關：韋爾德肩孔南極魚